# تحكم بالنموذج الداخلي
التحكم بالنموذج الداخلي (بالإنجليزية: Internal model control)‏ أو اختصارا imc هي طريقة تحكم تعتمد على نموذج من النظام المراد التحكم فيه أي تطويعه. الفكرة هي أننا عندما نتحكم في نظام ما نريد لمخارجه أن تساوي القيمة التي نحددها له عند مدخله (W=Y) أي بتعبير آخر أن تكون دالة تحويل المدخل إلى المخرج تساوي 1. لذلك فإنه إذا كنا نعلم دالة التحويل لنسمها {\displaystyle G} مثلا فإنه يكفي أن تكون دالة تحويل المتحكم تساوي
{\displaystyle P=G^{-1}} ويكون عند إذ النظام ليس موصلا دائريا. لكن هنا يعترضنا إشكالان أحدهما نظري والآخر عملي. أما الإشكال النظري فيتمثل في ما يلي إذا سلمنا أن G هي دالة تحويل نظام حقيقي أي موجود في الحقيقة أي أنه نظام فزيائي فإن هذا النظام سيخضع لقانون السببية أي أن النتيجة لا يمكن أن تأتي إلا بعد أن يكون المسبب قد حصل. قانون السببية هذا يعبر عنه بالرياضيات بالنسبة لدالات التحويل من نوع كسر متعدد الحدود على أنه يجب أن يكون متعدد الحدود في أسفل الكسر أعلى درجة من متعدد الحدود في أعلى الكسر أي أن تكون ما تسمى درجة النظام أكبر من صفر. المشكل الآن هو أنه إن قلبنا G فإن درجة نظام المتحكم P ستجعله نظاما لا يخضع لقانون السببية وعلى أساس ذلك غير قابل للتمظهر في الحقيقة. أما الإشكال العملي فيتمثل أننا سلمنا هنا بأننا نعرف G بدقة الشيء الغير صحيح في الحقيقة; حيث أنه عادة ما تكون معرفتنا ب G فيها بعض التشويش كأخطاء في النمذجة أو في القياس. هذان الإشكالان يحدان من فاعلية هذه الطريقة لكنها تبقى طريقة من ميزاتها قابلية تطبيقها على نظم غير خطية.(ملاحظة: هنا تم اعتماد نموذج خطي لتبيين الطريقة لما تحمله هذه النظم من سهولة في المعالجة، حيث أن تبيين مفهوم درجة نظام أنظمة غير خطية هو شيء أكثر تعقيدا)

## شرح وتعليل رياضي
تبين الصورة في الجزء 1 بنية المتحكم بالنموذج الداخلي. هذه البنية يمكننا أن نرجعها إلى البنية الموضحة في الجزء 2 وهي نفس البنية مرسومة بطريقة أخرى (يمكن التحقق من ذلك بالتمعن في الصورة ومحاولة فهم طريق الإشارة). إذا سلمنا أن نموذجنا P يتطابق مع النظام الحقيقي G. وإذا سلمنا بأنه لا يوجد تشويش على النظام أي Z=0. في هذه الحالة تكون قيمة الإرجاع L=0 صفرا. أي أن النظام(هنا نعني النظام G والمتحكم Q معا) يشتغل في نمط دائرة مفتوحة open loop أي عكس التوصيل الدائري أو المغلق closed loop. ويمكن التحقق من هذه المعلومة بالنظر مليا للجزء 1 من الصورة. أو من خلال عملية حسابية بسطية اعتمادا على الجزء 2 من الصورة. فإذا طبقنا قاعدة الحساب بالنظم الخطية (راجع مقال سيبرنيتيك) يمكننا أن نكتب دالة تحويل المدخل إلى المخرج والتي تسمى Complementary Senstivity وسنرمز لها ب T هنا. عملا بالقاعدة التي تقول أن T تساوي التفرع الأمامي مقسوم على واحد زائد (أو ناقص إذا كان الإرجاع موجبا) الفرع الدائري تكون قيمة T كالآتي:

{\displaystyle {\frac {KG}{1+KG}}}

و إذا عوضنا K بقيمتها ألا وهي:

{\displaystyle {\frac {Q}{1-QP}}} مع المسلمة {\displaystyle P=G}

فإننا نتحصل بعد عملية حسابية واختزال بسيط على:

{\displaystyle T=QG}

أي أن النظام يشتغل بنمط الدائرة المفتوحة open loop في هذه الحالة. مما يعني أن هذه الطريقة ليست للاستعمال في نظم غير مستقرة. بما أن {\displaystyle Y=T.W} فإن المتحكم المثالي يكون على شاكلة
{\displaystyle Q=G^{-1}} بحيث 

{\displaystyle Y=T.W=Q.G.W=G^{-1}.G.W=1.W=W}

لا أنه هنا تعترضنا ثلاثة مشاكل:
1. درجة النظام: إذا كان G نظام سببي (حقيقي) أي موجود في الواقع ويخضع لقانون السببية فإن درجته (relative degree) ستكون أكبر من صفر. وعلى هذا الأساس فإن مقلوبه أي المتحكم {\displaystyle Q=G^{-1}} سيكون غير سببي
2. النظام G يجب أن يكون نظام ذا طور أدنى (minimal phased System) أي ليس لدالة تحويله أصفار في نصف الفضاء الأيمن العقدي حتى يكون مقلوبه مستقرا. ذلك أنه عند قلب النظام G (الخطي) تصير أصفار النظام هي أقطاب المتحكم وفي صورة أن المتحكم ليس مستقرا فإن كل النظام يصير غير مستقر.
3. طريقة التحكم هذه ليست قوية نظرا للمسلمات التي تقوم عليها. (راجع تحكم قوي).[2]

## التحكم بالنموذج الداخلي عمليا[3]
للخروج من المآزق الثلاثة الواردة أعلاه يمكننا عوض قلب كل النظام أن نقلب أكبر جزء ممكن منه أي الجزء ذو الطور الأدنى. لذلك نكتب النظام G في الشكل التالي:{\displaystyle G=G_{mp}*G_{a}} حيث {\displaystyle G_{mp}} الجزء ذو الطور الأدنى من النظام و{\displaystyle G_{a}} الجزء ذو الطور الغير أدنى من النظام. أما مشكلة السببية فتحل بإضافة مرشح F للنظام يرفع من درجته. فتصير دالة المتحكم Q كالآتي:

{\displaystyle Q={\frac {1}{G_{mp}}}F} عوض {\displaystyle G^{-1}}

أي أن دالة تحويل المداخل للمخارج تكون كالآتي:

{\displaystyle T=QG={\frac {1}{G_{mp}}}FG_{mp}G_{a}=FG_{a}}

و يشترط في المرشح F توفر بعض المواصفات وهي:
1. كون المرشح مستقر حتى يكون النظام مستقرا
2. درجة المرشح يجب أن تكون بطريقة تجعل المتحكم Q سببيا
3. F(0)=1 حتى لا يبقى هناك فرق بين المدخل والمخرج في الحالة النهائية للنظام offset

و عادة ما يتم اختيار F كالآتي:

{\displaystyle F(s)={\frac {1}{(\lambda S+1)^{m}}}}

## مثال
لنفترض مثلا أنه بعد نمذجة نظام ما تحصلنا على معادلات تفاضلية حولناها إلى فضاء لابلاس وتحصلنا على دالة تحويل المدخل إلى المخرج التالية:

{\displaystyle G(s)={\frac {(s-1)}{(s+2)(s+3)}}}

يمكن كتابة هذه الدالة بالطريقة التالية:

{\displaystyle G(s)={\frac {s-1}{s+1}}{\frac {s+1}{(s+2)(s+3)}}}

أي أن جزء النظام ذا الطور الغير أدنى (له أصفار في نصف الفضاء العقدي الأيمن) هو:

{\displaystyle G_{a}={\frac {s-1}{s+1}}}

هذا الجزء من النظام لا نقلبه حيث أنه إذا فعلنا ذلك يصير للنظام المقلوب قطب عند النقطة 1 أي في النصف الأيمن من الفضاء العقدي أي أن النظام يصبح غير مستقر.

الجزء الذي نقلبه فهو:

{\displaystyle G_{mp}={\frac {s+1}{(s+2)(s+3)}}}

أي الجزء ذو الطور الأدنى. مقلوب هذا الجزء هو:

{\displaystyle G_{mp}^{-1}={\frac {(s+2)(s+3)}{s+1}}}

الدرجة النسبة لهذا النظام هي {\displaystyle -1} أي هنا بما أننا نتعامل مع أنظمة خطية الفارق بين عدد الأصفار والأقطاب أو درجة كثير الحدود السفلي ناقص درجة كثير الحدود العلوي. هذه مشكلة حيث أن جميع الأنظمة الحقيقية لها درجة نسبية أكبر من صفر. أي انه لا يمكننا صناعة متحكم كهذا بما أنه لا يخضع لقانون السببية. أي أن هذا المتحكم سيحاول تطويع النظام قبل أن يطرء على النظام أي تغير في القيمة المرادة لمخارجه وهو شيء غير سببي. لهذا نحن في حاجة إلى المرشح F وبنيته تكون كما هو مبين في الفقرة أعلاه. ونرى هنا مثلا أنه في حالتنا يجب أن تكون m =2 على الأقل حتى يصير النظام سببيا. أي انه يجب أن نضيف على الأقل قطبين (مستقرين) للنظام. أما
{\displaystyle \lambda } فيمكن اختيارها كما نشاء حيث أنها معامل يعطي سرعة النظام وعرض المحزم.

## تحكم غير خطي بالنموذج الداخلي
تبقى فكرة التحكم بالنموذج الداخلي هي نفسها في صيغتها اللاخطية إلا أنه يتم استعمال صياغات أو تعاريف أخرى لبعض المفاهيم كدرجة النظام اللاخطي ومراعاة أن عملية ضرب نظم ببعضها مثلا في تطبيق على نظم من نوع ميمو mimo أي multiple input multiple output ليس تبديليا أي أن
{\displaystyle AB\neq BA} إلخ من الاعتبارات التي يجب أخذها بالحسبان.
1. ↑  "Internal Model Control - an overview | ScienceDirect Topics". www.sciencedirect.com. مؤرشف من الأصل في 2024-04-11. اطلع عليه بتاريخ 2024-08-04.
2. ↑  https://www.eolss.net/sample-chapters/c18/e6-43-03-04.pdf نسخة محفوظة 2024-12-02 على موقع واي باك مشين.
3. ↑  Roffel, Brian; Betlem, Ben H. (2004). Roffel, Brian; Betlem, Ben H. (eds.). Internal Model Control (بالإنجليزية). Berlin, Heidelberg: Springer. pp. 161–169. DOI:10.1007/978-3-642-18258-7_7. ISBN:978-3-642-18258-7.

## وصلات خارجية
- وثيقة بي دي أف حول الإي أم سي
- وثيقة بي دي أف من مؤسسي هذه الطريقة
- وثيقة أخرى حول الطريقة واستعمالاتها